# Omphale acuminata
Omphale acuminata  (лат.) — вид паразитических наездников рода Omphale из семейства Eulophidae (Chalcidoidea) отряда перепончатокрылые насекомые.
Распространение. Европа: Великобритания, Германия, Греция, Россия, Франция, Швеция. Длина самок 1,2—2,0 мм, самцы неизвестны. Мезоскутум груди блестящий голубовато-зелёный. Тазики ног и лапки желтовато-белые или желтовато-коричневые; голени — желтовато-белые; петиоль желтовато-коричневый. Передние крылья короткие и высокие с длинной радиальной ячейкой. Предположительно, эндопаразитоиды личинок длинноусых двукрылых из семейства галлицы.